# Skoky na lyžích na Zimních olympijských hrách 2018
Závody ve skocích na lyžích na Zimních olympijských hrách 2018 proběhly od 8. do 19. února 2018 na můstcích skokanského střediska Lyžařský stadion Alpensia.

## Program
Program podle oficiálních stránek.
| Den            | Datum          | Zahájení (UTC+9) | Zahájení (SEČ) | Závod                                        |
| -------------- | -------------- | ---------------- | -------------- | -------------------------------------------- |
| před zahájením | 8. února 2018  | 21:30            | 13:30          | individuální střední můstek kvalifikace muži |
| den 2          | 10. února 2018 | 21:35            | 13:35          | individuální střední můstek muži             |
| den 4          | 12. února 2018 | 21:50            | 13:50          | individuální střední můstek ženy             |
| den 8          | 16. února 2018 | 21:30            | 13:30          | individuální velký můstek kvalifikace muži   |
| den 9          | 17. února 2018 | 21:30            | 13:30          | individuální velký můstek muži               |
| den 11         | 19. února 2018 | 21:30            | 13:30          | závod družstev - velký můstek muži           |

## Medailové pořadí zemí
| Pořadí         | Země           | Zlato | Stříbro | Bronz | Celkově |
| -------------- | -------------- | ----- | ------- | ----- | ------- |
| 1.             | Norsko (NOR)   | 2     | 1       | 2     | 5       |
| 2.             | Německo (GER)  | 1     | 3       | 0     | 4       |
| 3.             | Polsko (POL)   | 1     | 0       | 1     | 2       |
| 4.             | Japonsko (JPN) | 0     | 0       | 1     | 1       |
| Medailové sady | Medailové sady | 4     | 4       | 4     | 12      |

## Medailisté

### Muži
| Disciplína              | Zlato                                                                                          | Výkon  | Stříbro                                                                           | Výkon  | Bronz                                                                 | Výkon  |
| ----------------------- | ---------------------------------------------------------------------------------------------- | ------ | --------------------------------------------------------------------------------- | ------ | --------------------------------------------------------------------- | ------ |
| střední můstek          | Andreas Wellinger · Německo (GER)                                                              | 259.1  | Johann André Forfang · Norsko (NOR)                                               | 250.9  | Robert Johansson · Norsko (NOR)                                       | 249.7  |
| velký můstek            | Kamil Stoch · Polsko (POL)                                                                     | 285.7  | Andreas Wellinger · Německo (GER)                                                 | 282.3  | Robert Johansson · Norsko (NOR)                                       | 275.3  |
| velký můstek - družstva | Norsko (NOR) · Daniel-André Tande · Andreas Stjernen · Johann André Forfang · Robert Johansson | 1098.5 | Německo (GER) · Karl Geiger · Stephan Leyhe · Richard Freitag · Andreas Wellinger | 1075.7 | Polsko (POL) · Maciej Kot · Stefan Hula · Dawid Kubacki · Kamil Stoch | 1072.4 |

### Ženy
| Disciplína     | Zlato                          | Výkon | Stříbro                              | Výkon | Bronz                             | Výkon |
| -------------- | ------------------------------ | ----- | ------------------------------------ | ----- | --------------------------------- | ----- |
| střední můstek | Maren Lundbyová · Norsko (NOR) | 264.6 | Katharina Althausová · Německo (GER) | 252.6 | Sara Takanašiová · Japonsko (JPN) | 243.8 |